# 1796 aux États-Unis
Pour des articles plus généraux, voir Chronologie des États-Unis et 1796.
Chronologie des États-Unis
- 1792
- 1793
- 1794
- 1795
- 1796
- 1797
- 1798
- 1799
- 1800

Cette page concerne des événements d'actualité qui se sont produits durant l'année 1796 du calendrier grégorien aux États-Unis.

## Gouvernement
- Président : George Washington  (Sans étiquette)
- Vice-président :  John Adams  (Fédéraliste)
- Secrétaire d'État : Timothy Pickering
- Chambre des représentants - Président : Jonathan Dayton (Fédéraliste)

## Événements
- 19 février : le gouverneur espagnol de Louisiane Francisco Luis Hector de Carondelet, interdit toute importation d'esclaves[1].
- 31 mai : le Traité de New York, (connu également sous l'appellation de « Traité avec les Sept Nations[2] du Canada » est signé, entre les chefs des peuples premiers d'Amérique, dont les Sept Nations du Canada et une délégation des États-Unis, conduite par Abraham Ogden[3].

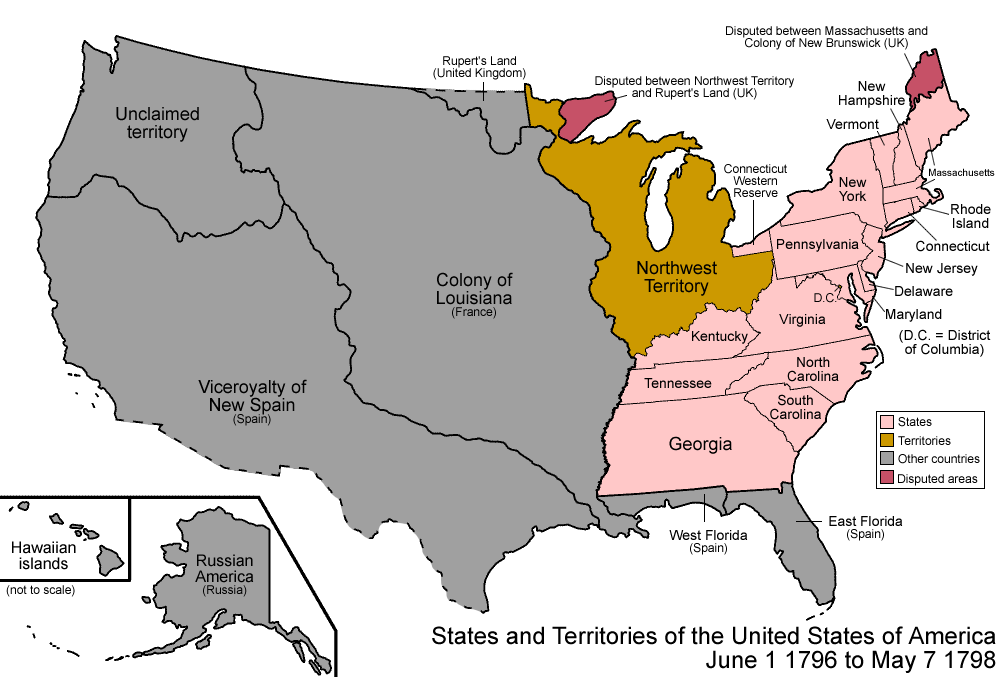
1er juin 1796 - 7 mai 1798

- 1er juin : le Territoire du Sud-Ouest prend le nom de Tennessee et ratifie la constitution des États-Unis. Il devient le seizième État des États-Unis.
- 8 juillet : le gouvernement américain établit un passeport, le premier du genre aux États-Unis. Il s'agit d'une simple lettre, qui sert de preuve d'identité. Elle facilite ainsi les voyages à l'étranger (« passer » les « ports »). À l'époque, le passeport n'est délivré qu'à des personnes haut placées[4].
- 11 juillet : les États-Unis prennent possession de Détroit, alors sous possession britannique, selon les termes du Traité de Londres
- 17 septembre : George Washington publie : Address of General Washington To The People of The United States on his declining of the Presidency of the United States (en), adresse dans lequel il indique qu'il décline un troisième mandat[5]. Il met en garde contre une politique partisane et invite les américains à tirer profit de leur position d'isolement dans le monde, et d'éviter des attachements et les enchevêtrements dans les affaires étrangères, particulièrement ceux de l'Europe, qu'y n'ont, selon lui, peu ou rien à faire avec les intérêts de l'Amérique.
- Octobre : un navire de commerce de Boston débarque à Monterey, en Californie[6].
- 4 novembre : le traité de Tripoli est signé entre les États-Unis et la régence de Tripoli à Tripoli[7].
- 7 décembre : le fédéraliste John Adams bat Thomas Jefferson à l'Élection présidentielle américaine de 1796. Il est élu deuxième président des États-Unis par le collège électoral des États-Unis ; Jefferson, antifédéraliste, est élu vice-président[8].

## Naissances
- Février : Morris Ketchum, (mort le 1er janvier 1880)[9], banquier et financier américain. En 1832 il s'associa avec Thomas Rogers et Jasper Grosvenor et crée avec ces derniers l'entreprise ferroviaire Rogers, Ketchum and Grosvenor, qui deviendra ensuite la Rogers Locomotive and Machine Works. La firme était en son temps la deuxième plus importante société de construction de locomotives à vapeur d'Amérique du Nord[10].
- 15 août : John Torrey, un médecin, chimiste et botaniste américain, fondateur de la Torrey Botanical Society et professeur de botanique, né à New York et mort le 10 mars 1873 dans cette même ville.
- 25 août : James Lick (mort le 1er octobre 1876), un charpentier, fabricant de piano, propriétaire immobilier, et mécène américain qui tira profit de la ruée vers l'or en Californie. À sa mort, il était l'homme le plus riche de Californie[11].

#### Articles généraux
- Histoire des États-Unis de 1776 à 1865
- Évolution territoriale des États-Unis
- Histoire de la Louisiane
- Réfugiés français de Saint-Domingue en Amérique

#### Articles sur l'année 1796 aux États-Unis
- Traité de Londres (1795)
- Traité de Tripoli
- Élection présidentielle américaine de 1796